# Reginald Brett
Reginald Brett (né le 30 juin 1852 et mort le 22 janvier 1930), 2e vicomte Esher, est un homme politique élu à la Chambre des communes puis membre du Privy Council et historien britannique, fondateur du musée de Londres.

## Biographie
Après ses études au Collège d'Eton puis au Trinity College (Cambridge), il entra en politique en 1880 lorsqu'il fut élu député libéral. En 1885, après sa défaite aux élections à Plymouth, il entra dans la haute fonction publique britannique : d'abord au Bureau des Travaux puis en tant que Lieutenant-adjoint pour le Berkshire, Deputy Constable et Lieutenant-Governor du Château de Windsor (1901) puis Lieutenant-adjoint de Londres (1909). En 1922, il entra au Conseil privé.
Proche de la famille royale, il participa à l'établissement des écrits de la reine Victoria dont il publia la correspondance en 1907.
Avec son ami Lewis Harcourt (1er vicomte Harcourt), il fonde en 1912 le musée de Londres.